# Aroana olivacea
Aroana olivacea là một loài bướm đêm trong họ Erebidae.